# Bayerisches Landesamt für Datenschutzaufsicht
Das Bayerische Landesamt für Datenschutzaufsicht (BayLDA) ist eine unabhängige Landesbehörde des Freistaates Bayern mit Sitz in Ansbach. Die Aufsichtsbehörde wurde am 1. Januar 2002 als Teil der Regierung von Mittelfranken gegründet und war seinerzeit gegenüber dem Bayerischen Staatsministerium des Innern weisungsgebunden. Durch die am 1. August 2011 in Kraft getretene Änderung des Bayerischen Datenschutzgesetzes wurde die Einrichtung weisungsfrei.

## Historie
Im Mai 1978 wurden die Regierungen der sieben bayerischen Regierungsbezirke Datenschutzaufsichtsbehörden für den nicht-öffentlichen Bereich.
Die bis zum Jahr 2002 bei allen sieben Bezirksregierungen in Bayern vorhandene Zuständigkeit für die Datenschutzaufsicht im nicht-öffentlichen Bereich wurde mit einer Änderung der Datenschutzverordnung vom 3. Dezember 2001 für den Freistaat Bayern zentral der Regierung von Mittelfranken übertragen und dort im Sachgebiet 205 vollzogen. Um die Bedeutung dieser Aufgabe hervorzuheben und die zentrale Zuständigkeit für den Freistaat Bayern besser zum Ausdruck zu bringen, hat die Bayerische Staatsregierung mit Beschluss vom 3. Februar 2009 diese Aufgabe dem in der Regierung von Mittelfranken eingerichteten „Landesamt für Datenschutzaufsicht“ übertragen. Gleichzeitig wurde das Personal des Landesamtes verstärkt, um dem Stellenwert des Datenschutzes im nicht-öffentlichen Bereich Rechnung zu tragen.
Der Europäische Gerichtshof hat mit Urteil vom 9. März 2010 (Az. C-518/07) u. a. entschieden, dass auch die Datenschutzaufsicht im nicht-öffentlichen Bereich in „völliger Unabhängigkeit“ – so wie sie für den öffentlichen Bereich in den Bundesländern durch die jeweiligen Landesbeauftragten für den Datenschutz als gegeben angesehen wurde – erfolgen muss.
Im Vollzug der Anforderung aus diesem Urteil hat der Bayerische Landtag das Bayerische Datenschutzgesetz geändert und mit Wirkung zum 1. August 2011 in den Art. 34 und 35 BayDSG die Rechtsgrundlage für das Bayerische Landesamt für Datenschutzaufsicht als unabhängige Behörde mit einem Präsidenten an der Spitze geschaffen.
Am 4. August 2011 wurde Thomas Kranig vom Bayerischen Staatsminister des Inneren, Joachim Herrmann, mit einer Amtszeit von fünf Jahren zum ersten Präsidenten der BayLDA ernannt. Kranig wurde im August 2016 für eine weitere Amtszeit bestätigt. Diese Amtszeit endete wegen Erreichen der Altersgrenze am 31. Januar 2020. Seit dem 1. Februar 2020 ist Michael Will Präsident der Behörde.

## Aufgaben und Tätigkeiten
Das Landesamt ist in Bayern die Datenschutzaufsichtsbehörde für den nicht-öffentlichen Bereich, das heißt, es kontrolliert
- private Wirtschaftsunternehmen
- selbstständig, freiberuflich Tätige
- private Krankenhäuser und Heime
- Vereine, Parteien
- Privatpersonen.

Der öffentliche Bereich, also v. a. die Behörden, wird vom Bayerischen Landesbeauftragten für den Datenschutz mit Sitz in München kontrolliert.
Die Aufgaben und Befugnisse der Aufsichtsbehörde für den Datenschutz im nicht-öffentlichen Bereich ergeben sich aus den Artikeln 57 und 58 der Datenschutz-Grundverordnung sowie § 40 des Bundesdatenschutzgesetzes n. F.
Die wesentlichen Aufgaben sind die Bearbeitung von Beschwerden und Anfragen, Kontrollen vor Ort, Beratungen der Datenschutzbeauftragten und Unternehmen, Aufarbeitung von Datenschutzpannen, Öffentlichkeitsarbeit und Zusammenarbeit mit Verbänden und Kammern.
Die Datenschutzaufsichtsbehörde hat ein Recht auf unverzügliche Auskünfte durch die der Kontrolle unterliegenden Stelle, ein Zutrittsrecht zu Räumen, Prüfungs- und Besichtigungsrecht und Einsichtsrecht in geschäftliche Unterlagen.
Bei Datenschutzverstößen können verschiedene Maßnahmen ergriffen werden wie Beanstandungen, Unterrichtung der Betroffenen, Anordnungen zur Beseitigung festgestellter Verstöße, Untersagung der Verfahren, Bußgeldverfahren und Strafanträge, Strafanzeigen.

## Organisation
Die Organisation gliedert sich neben dem Präsidium und der Leitung in fünf Bereiche sowie die Bußgeldstelle:
- Präsidium
- Geschäftsleitung
- Bereich 1: Kredit-/Finanzwirtschaft, Auskunfteien, Werbung/Kundenbindung, Markt-/Meinungsforschung, Datenschutzbeauftragter, Adresshandel
- Bereich 2: Gesundheitswesen, wissenschaftliche Forschung, Versicherungen, soziale Einrichtungen/Schulen/Kitas, freiberufliche Tätigkeiten, Codes of Conduct
- Bereich 3: Internationaler Datenverkehr, Grundsatzfragen der Auftragsverarbeitung und gemeinsamen Verantwortung, Telemedien
- Bereich 4: Cybervorfälle, organisatorischer Datenschutz/technische Gremienarbeit, Automotive, Zertifizierungen, Anonymisierung, Künstliche Intelligenz, IT-Labor, eGovernment, interne IT
- Bereich 5: Wohnungswirtschaft, Industrie/Handel, Vereine, Beschäftigtendatenschutz, Videoüberwachung, Sonstiges
- Zentrale Bußgeldstelle